# Liste des tours Chappe de la ligne Paris - Bayonne
Cet article présente la liste non exhaustive des tours Chappe de la ligne Paris-Bayonne.
| Sur tour ronde | Sur tour carrée | Clocher | Sur tour forme pyramidale |
| -------------- | --------------- | ------- | ------------------------- |
| ●              | ■               | ◬       | ▲                         |

## Secteur Paris - Tours

### Secteur Paris - Orléans
| Tour                | Forme | Commune             | Département    | État | Coordonnées                      | Remarques                     |
| ------------------- | ----- | ------------------- | -------------- | ---- | -------------------------------- | ----------------------------- |
| Tour central        | ■     | 7e arrondissement   | Paris          |      | 48° 51′ 24″ nord, 2° 19′ 07″ est | no 103 rue de Grenelle        |
| St. Sulpice         | ◬     | 6e arrondissement   | Paris          |      | 48° 51′ 03″ N, 2° 20′ 03″ E      | Église Saint-Sulpice de Paris |
| Fontenay aux Roses  | ●     | Fontenay-aux-Roses  | Hauts-de-Seine |      |                                  |                               |
| Saulx-les-Chartreux | ●     | Saulx-les-Chartreux | Essonne        |      | 48° 40′ 20″ N, 2° 16′ 21″ E      |                               |
| Montlhéry           | ●     | Montlhéry           | Essonne        |      |                                  |                               |
| Torfou              | ◬     | Torfou              | Essonne        |      | 48° 31′ 46″ N, 2° 13′ 20″ E      |                               |
| Étampes             | ●     | Étampes             | Essonne        |      | 48° 26′ 46″ N, 2° 09′ 13″ E      |                               |
| Montdésir           | ●     | Guillerval          | Essonne        |      |                                  | lieu-dit le Télégraphe        |
| Angerville          | ●     | Angerville          | Essonne        |      |                                  |                               |
| Arbouville          | ●     | Rouvray-Saint-Denis | Eure-et-Loir   |      |                                  |                               |
| Boisseaux           | ■     | Boisseaux           | Loiret         |      |                                  |                               |
| Toury               | ●     | Toury               | Eure-et-Loir   |      | 48° 11′ 41″ N, 1° 56′ 28″ E      |                               |
| Santilly            | ●     | Santilly            | Eure-et-Loir   |      | 48° 08′ 36″ N, 1° 54′ 37″ E      |                               |
| Artenay             | ◬     | Artenay             | Loiret         |      |                                  |                               |
| Chevilly            | ●     | Chevilly            | Loiret         |      | 48° 00′ 57″ N, 1° 52′ 39″ E      |                               |
| Saran               | ◬     | Saran               | Loiret         |      | 47° 57′ 03″ N, 1° 52′ 34″ E      |                               |
| Orléans             | ●     | Orléans             | Loiret         |      |                                  |                               |

### Secteur Orléans - Tours
| Tour          | Forme | Commune               | Département    | État | Coordonnées                      | Remarques                                                                          |
| ------------- | ----- | --------------------- | -------------- | ---- | -------------------------------- | ---------------------------------------------------------------------------------- |
| Orléans       | ●     | Orléans               | Loiret         |      |                                  |                                                                                    |
| Ingré         | ▲     | Ingré                 | Loiret         |      | 47° 55′ 30″ N, 1° 49′ 20″ E      |                                                                                    |
| Bucy          | ▲     | Bucy-Saint-Liphard    | Loiret         |      | 47° 55′ 35″ N, 1° 44′ 42″ E      |                                                                                    |
| Baccon        | ▲     | Baccon                | Loiret         |      | 47° 53′ 31″ nord, 1° 37′ 41″ est | Musée télégraphe dans le bâtiment d'une ancien tour Chappe, 61 rue de la Planche , |
| Cravant       | ▲     | Cravant               | Loiret         |      |                                  |                                                                                    |
| Séris         | ▲     | Séris                 | Loir-et-Cher   |      |                                  |                                                                                    |
| Mer           | ▲     | Mer                   | Loir-et-Cher   |      |                                  |                                                                                    |
| Mulsans       | ▲     | Mulsans               | Loir-et-Cher   |      | 47° 41′ 29″ N, 1° 22′ 35″ E      |                                                                                    |
| Averdon       | ▲     | Averdon               | Loir-et-Cher   |      | 47° 40′ 21″ N, 1° 18′ 41″ E      |                                                                                    |
| Saint-Bohaire | ▲     | Saint-Bohaire         | Loir-et-Cher   |      | 47° 39′ 09″ N, 1° 14′ 27″ E      |                                                                                    |
| Herbault      | ▲     | Herbault              | Loir-et-Cher   |      |                                  |                                                                                    |
| Santenay      | ▲     | Santenay              | Loir-et-Cher   |      |                                  |                                                                                    |
| St. Ouen      | ▲     | Saint-Ouen-les-Vignes | Indre-et-Loire |      |                                  |                                                                                    |
| Pocé          | ▲     | Pocé-sur-Cisse        | Indre-et-Loire |      | 47° 26′ 54″ N, 0° 57′ 26″ E      |                                                                                    |
| Vouvray       | ▲     | Vouvray               | Indre-et-Loire |      |                                  |                                                                                    |
| Saint-Georges | ▲     | Rochecorbon           | Indre-et-Loire |      | 47° 24′ 29″ N, 0° 43′ 43″ E      | Hameau de Saint-Georges. Il y a une Rue du Télégraphe (OpenStreetMap)              |
| La Tranchée   | ▲     | Tours                 | Indre-et-Loire |      | 47° 24′ 35″ N, 0° 40′ 52″ E      |                                                                                    |
| Tours         | ●     | Tours                 | Indre-et-Loire |      | 47° 23′ 46″ N, 0° 41′ 09″ E      |                                                                                    |

## Secteur Tours - Bordeaux

### Secteur Tours - Poitiers
| Tour             | Forme | Commune                          | Département    | État    | Coordonnées                 | Remarques                                                                                    |
| ---------------- | ----- | -------------------------------- | -------------- | ------- | --------------------------- | -------------------------------------------------------------------------------------------- |
| Tours            | ●     | Tours                            | Indre-et-Loire |         | 47° 23′ 46″ N, 0° 41′ 09″ E |                                                                                              |
| Chambray         | ▲     | Chambray-lès-Tours               | Indre-et-Loire |         | 47° 20′ 36″ N, 0° 42′ 04″ E | Réplique d'un télégraphe Chappe installé sur la D910 à proximité de l'emplacement du relais. |
| Montbazon        | ▲     | Montbazon                        | Indre-et-Loire |         | 47° 17′ 06″ N, 0° 42′ 49″ E | Au sommet du donjon                                                                          |
| Sorigny          | ▲     | Sorigny                          | Indre-et-Loire |         | 47° 14′ 23″ N, 0° 41′ 27″ E |                                                                                              |
| Sainte-Catherine | ▲     | Sainte-Catherine-de-Fierbois     | Indre-et-Loire |         | 47° 10′ 25″ N, 0° 39′ 22″ E |                                                                                              |
| Sainte-Maure     | ▲     | Sainte-Maure-de-Touraine         | Indre-et-Loire |         | 47° 07′ 22″ N, 0° 37′ 34″ E |                                                                                              |
| Maillé           | ▲     | Maillé                           | Indre-et-Loire |         | 47° 03′ 37″ N, 0° 36′ 28″ E |                                                                                              |
| Ports-la-Plaine  | ▲     | Ports                            | Indre-et-Loire |         | 47° 01′ 26″ N, 0° 32′ 34″ E |                                                                                              |
| Nancré           | ▲     | Marigny-Marmande                 | Indre-et-Loire |         |                             | Hameau de Nancré                                                                             |
| Saint-Gervais    | ▲     | Saint-Gervais-les-Trois-Clochers | Vienne         |         | 46° 54′ 24″ N, 0° 26′ 01″ E |                                                                                              |
| Clairvaux        | ▲     | Scorbé-Clairvaux                 | Vienne         |         | 46° 49′ 44″ N, 0° 24′ 44″ E |                                                                                              |
| Beaumont         | ▲     | Beaumont                         | Vienne         |         | 46° 44′ 36″ N, 0° 24′ 52″ E |                                                                                              |
| Montamisé        | ▲     | Montamisé                        | Vienne         | Détruit | 46° 38′ 34″ N, 0° 25′ 30″ E |                                                                                              |
| Poitiers         | ●     | Poitiers                         | Vienne         |         |                             |                                                                                              |

### Secteur Poitiers - Angoulême
| Tour         | Forme | Commune            | Département | État    | Coordonnées                 | Remarques                                                                       |
| ------------ | ----- | ------------------ | ----------- | ------- | --------------------------- | ------------------------------------------------------------------------------- |
| Poitiers     | ●     | Poitiers           | Vienne      |         |                             |                                                                                 |
| Croutelle    | ■     | Croutelle          | Vienne      | Détruit | 46° 32′ 34″ N, 0° 17′ 27″ E |                                                                                 |
| Iteuil       | ■     | Iteuil             | Vienne      | Détruit | 46° 28′ 13″ N, 0° 16′ 18″ E |                                                                                 |
| Marnay       | ■     | Marnay             | Vienne      | Détruit | 46° 23′ 25″ N, 0° 19′ 30″ E |                                                                                 |
| Sommières    | ■     | Sommières-du-Clain | Vienne      | Détruit | 46° 18′ 11″ N, 0° 21′ 58″ E |                                                                                 |
| Romagne      | ■     | Romagne            | Vienne      | Détruit | 46° 14′ 15″ N, 0° 21′ 10″ E |                                                                                 |
| Savigné      | ■     | Savigné            | Vienne      | Détruit | 46° 11′ 27″ N, 0° 20′ 40″ E |                                                                                 |
| Civray       | ■     | Civray             | Vienne      | Détruit | 46° 08′ 00″ N, 0° 18′ 30″ E |                                                                                 |
| Taizé-Aizie  | ■     | Taizé-Aizie        | Charente    |         | 46° 03′ 29″ N, 0° 15′ 49″ E |                                                                                 |
| Villegats    | ■     | Villegats          | Charente    |         | 45° 59′ 43″ N, 0° 11′ 59″ E |                                                                                 |
| Lonnes       | ■     | Lonnes             | Charente    | Détruit | 45° 55′ 41″ N, 0° 11′ 30″ E | Lieu dit "Le télégraphe" A l'emplacement actuel du pylône de téléphonie mobile. |
| Fontclaireau | ■     | Fontclaireau       | Charente    |         | 45° 53′ 33″ N, 0° 11′ 32″ E |                                                                                 |
| Aussac       | ■     | Aussac-Vadalle     | Charente    |         | 45° 49′ 36″ N, 0° 10′ 09″ E |                                                                                 |
| Vars         | ■     | Vars               | Charente    |         | 45° 45′ 55″ N, 0° 08′ 55″ E |                                                                                 |
| Champniers   | ■     | Champniers         | Charente    |         | 45° 42′ 28″ N, 0° 11′ 32″ E |                                                                                 |
| Angoulême    | ●     | Angoulême          | Charente    |         |                             |                                                                                 |

### Secteur Angoulême - Bordeaux
| Tour                | Forme | Commune                | Département       | État                  | Coordonnées                 | Remarques                                        |
| ------------------- | ----- | ---------------------- | ----------------- | --------------------- | --------------------------- | ------------------------------------------------ |
| Angoulême           | ●     | Angoulême              | Charente          |                       |                             |                                                  |
| La Couronne         | ▲     | La Couronne            | Charente          |                       | 45° 35′ 59″ N, 0° 07′ 53″ E | hameau de Mougnac                                |
| Plassac             | ▲     | Plassac-Rouffiac       | Charente          |                       | 45° 31′ 15″ N, 0° 04′ 33″ E | Butte du Télégraphe                              |
| Blanzac             | ●     | Blanzac-Porcheresse    | Charente          | Tour ronde abandonnée | 45° 29′ 18″ N, 0° 02′ 07″ E |                                                  |
| Bessac              | ▲     | Bessac                 | Charente          |                       | 45° 25′ 04″ N, 0° 01′ 35″ O |                                                  |
| Oriolles            | ▲     | Oriolles               | Charente          |                       | 45° 22′ 10″ N, 0° 07′ 49″ O |                                                  |
| Chevanceaux         | ▲     | Chevanceaux            | Charente-Maritime |                       | 45° 17′ 21″ N, 0° 10′ 48″ O | lieu-dit le Télégraphe                           |
| Belair-Saint-Vivien | ▲     | Montlieu-la-Garde      | Charente-Maritime |                       | 45° 12′ 32″ N, 0° 16′ 26″ O | lieu-dit le Télégraphe                           |
| La Ruscade          | ■     | Laruscade              | Gironde           |                       | 45° 06′ 44″ N, 0° 19′ 53″ O |                                                  |
| Marsas              | ▲     | Marsas                 | Gironde           |                       | 45° 03′ 42″ N, 0° 22′ 22″ O |                                                  |
| Salignac            | ◬     | Salignac               | Gironde           |                       |                             |                                                  |
| Cadillac            | ▲     | Cadillac-en-Fronsadais | Gironde           |                       | 44° 57′ 55″ N, 0° 23′ 16″ O |                                                  |
| Sainte-Eulalie      | ■     | Sainte-Eulalie         | Gironde           |                       | 44° 54′ 23″ N, 0° 27′ 31″ O |                                                  |
| Lormont             | ▲     | Lormont                | Gironde           |                       | 44° 52′ 09″ N, 0° 31′ 58″ O |                                                  |
| Bordeaux            | ◬     | Bordeaux               | Gironde           |                       | 44° 50′ 04″ N, 0° 33′ 57″ O | Clocher de la Basilique Saint-Michel de Bordeaux |

#### Secteur Bordeaux - Blaye[5],[6]
| Tour     | Forme | Commune  | Département | État | Coordonnées                 | Remarques                                        |
| -------- | ----- | -------- | ----------- | ---- | --------------------------- | ------------------------------------------------ |
| Bordeaux | ◬     | Bordeaux | Gironde     |      | 44° 50′ 04″ N, 0° 33′ 57″ O | Clocher de la Basilique Saint-Michel de Bordeaux |
|          |       |          |             |      |                             |                                                  |
| ??       | ?     |          |             |      |                             |                                                  |
|          |       |          |             |      |                             |                                                  |
| Blaye    | ?     | Blaye    | Gironde     |      |                             |                                                  |

## Secteur Bordeaux - Bayonne
| Tour                  | Forme | Commune                          | Département          | État     | Coordonnées                        | Remarques |
| --------------------- | ----- | -------------------------------- | -------------------- | -------- | ---------------------------------- | --- |
| Bordeaux              | ◬     | Bordeaux                         | Gironde              |          | 44° 50′ 04″ N, 0° 33′ 57″ O        | Clocher de la Basilique Saint-Michel de Bordeaux                                                             |
| Laburthe              | ●     | Gradignan                        | Gironde              |          | 44° 47′ 06″ nord, 0° 36′ 27″ ouest | Inscrit MH                                                                                                   |
| La House              | ■     | Canéjan                          | Gironde              |          | 44° 45′ 16″ N, 0° 38′ 14″ O        | |
| Grand Puch            | ●     |                                  |                      |          |                                    | |
| Trois Lagunes         | ■     |                                  |                      |          |                                    | Allée du Télégraphe sur carte IGN de 44° 40′ 42″ nord, 0° 43′ 34″ ouest à 44° 40′ 21″ nord, 0° 41′ 44″ ouest |
| Le Chantier           | ■     | Le Barp                          | Gironde              |          | 44° 36′ 58″ N, 0° 43′ 31″ O        | Péguilleyre du Télégraphe à parcelle cadastrale no 1 feuille 000 D 01 Le Barp (33114)                        |
| Le Camus              | ■     | Le Barp                          | Gironde              |          | 44° 33′ 57″ N, 0° 45′ 04″ O        | |
| Béliet                | ■     | Belin-Béliet                     | Gironde              |          |                                    | |
| Mons                  | ■     | Belin-Béliet                     | Gironde              | Détruit  | 44° 27′ 34″ N, 0° 48′ 36″ O        | |
| Muret                 | ■     | Saugnacq-et-Muret                | Landes               | Détruit  | 44° 25′ 23″ N, 0° 51′ 35″ O        | |
| Crabot                | ■     | Saugnacq-et-Muret                | Landes               | Détruit  | 44° 22′ 17″ N, 0° 51′ 18″ O        | |
| Liposthey             | ■     | Liposthey                        | Landes               | Disparue | 44° 18′ 39″ N, 0° 50′ 58″ O        | |
| Tuyas                 | ■     | Labouheyre                       | Landes               |          | 44° 15′ 35″ N, 0° 52′ 26″ O        | |
| Labouheyre            | ◬     | Labouheyre                       | Landes               | Détruit  | 44° 12′ 15″ N, 0° 53′ 57″ O        | |
| Escource (Cap de Pin) | ■     | Solférino                        | Landes               | Détruit  | 44° 08′ 56″ N, 0° 55′ 28″ O        | |
| Laharie               | ■     | Onesse-Laharie                   | Landes               | Détruit  | 44° 05′ 11″ N, 0° 56′ 28″ O        | |
| Sindères              | ■     | Sindères                         | Landes               | Détruit  | 44° 02′ 44″ N, 0° 57′ 43″ O        | |
| Rion                  | ■     | Rion-des-Landes                  | Landes               | Détruit  | 43° 59′ 06″ N, 0° 59′ 32″ O        | |
| Lesperon              | ▲     | Lesperon                         | Landes               | Détruit  | 43° 56′ 48″ N, 1° 00′ 41″ O        | |
| Boos                  | ▲     | Boos                             | Landes               | Détruit  | 43° 53′ 41″ N, 1° 02′ 17″ O        | |
| Taller                | ■     | Taller                           | Landes               | Détruit  | 43° 51′ 16″ N, 1° 03′ 24″ O        | |
| Gourbera              | ●     | Gourbera                         | Landes               |          | 43° 48′ 46″ N, 1° 04′ 36″ O        | |
| Herm                  | ■     | Herm                             | Landes               | Détruit  | 43° 46′ 57″ N, 1° 05′ 21″ O        | |
| Saint-Paul Prouba     | ■     | Saint-Paul-lès-Dax               | Landes               | Détruit  | 43° 43′ 48″ N, 1° 06′ 26″ O        | |
| Angoumé               | ■     | Angoumé                          | Landes               |          | 43° 41′ 25″ N, 1° 08′ 48″ O        | |
| Orist                 | ●     | Orist                            | Landes               |          | 43° 38′ 54″ N, 1° 08′ 57″ O        | Tuc du Télégraphe                                                                                            |
| Saint-Martin          | ■     | Saint-Martin-de-Hinx             | Landes               |          |                                    | Il y a une Route du Télégraphe (OpenStreetMap).                                                              |
| Saint-André           | ■     | Saint-André-de-Seignanx          | Landes               |          | 43° 32′ 47″ N, 1° 21′ 18″ O        | |
| Saint-Esprit          | ■     | Quartier de Bayonne Saint-Esprit | Pyrénées-Atlantiques |          | 43° 30′ 26″ N, 1° 27′ 54″ O        | Il y a une Rue du Télégraphe (OpenStreetMap) à côté du Cimetière Talouchet.                                  |
| Bayonne               | ●     | Bayonne                          | Pyrénées-Atlantiques |          |                                    | |
| Biarritz              | ■     | Biarritz                         | Pyrénées-Atlantiques |          | 43° 28′ 24″ N, 1° 33′ 22″ O        | |
| Guéthary              | ▲     | Guéthary                         | Pyrénées-Atlantiques |          | 43° 25′ 11″ N, 1° 36′ 21″ O        | |
| Ciboure               | ▲     | Ciboure                          | Pyrénées-Atlantiques |          | 43° 23′ 08″ N, 1° 40′ 31″ O        | |
| La Croix des Bouquets | ■     | Urrugne                          | Pyrénées-Atlantiques |          | 43° 21′ 10″ N, 1° 44′ 18″ O        | |
| Béhobie               | ■     | Urrugne                          | Pyrénées-Atlantiques |          |                                    | |